# Кедровка
Кедро́вка, или оре́ховка (лат. Nucifraga caryocatactes) — вид птиц из семейства врановых (Corvidae).

## Внешний вид
Небольшая птица, чуть меньше галки и с более тонким и длинным клювом. Длина кедровки 30 сантиметров, хвоста 11 сантиметров. Вес 125—190 граммов. Окрашена в тёмный коричневато-бурый цвет с белыми пятнами, которых нет только на голове. На конце хвоста светлая кайма. Самка мало отличается от самца: она несколько светлее, и белые пятна не так резко ограничены.

## Распространение
Распространена в лесах таёжного типа Европы и Азии от Скандинавии и Альп до Камчатки, Курильских островов, Приморья, Японии, Китая, также на юго-востоке Казахстана (от Алтая до Тянь-Шаня). Кедровка является единственным массовым распространителем кедра (сосны сибирской) в Сибири. Кедровка привязана к суше и даже налегке, без груза орешков, редко стремится преодолеть водные преграды шириной более 3 км. На острова попадает вместе с тайфунами, бурями и т. д., где и остаётся. На о. Симушир кедровка питается семенами кедрового стланика.

## Питание
В основном питаются созревшими кедровыми орехами, но кроме орехов питаются желудями, буковыми орешками, еловыми и сосновыми семенами, ягодами, мелкими позвоночными и насекомыми. Своё имя птица получила из-за того, что питается она в основном кедровыми орехами. Кандидат биологических наук Николай Вехов отмечал, что орехи, которые кедровки в большом количестве роняют на землю (при расклёвывании шишек), кормят лесных грызунов (бурундуков, лесных мышей и рыжих полёвок). В желудке кедровки помещается до 12 орехов. На шее под кожей у кедровки специальный мешочек, где она хранит около сотни орехов (в одной шишке может быть более ста орехов). За лето одна кедровка собирает около 70 тысяч кедровых орехов. При этом пустые орехи с высохшими зачатками зёрен кедровка всегда оставляет в шишке нетронутыми, безошибочно определяя, очевидно по звуку их качество. Собранные орехи кедровка прячет небольшими партиями в «кладовки» — на валежины, за отставшую кору деревьев, в старые пни, в мох. Зимой кедровка находит свои запасы (если глубина снега не более 30 — 60 сантиметров, но иногда о запасах птицы забывают и орехи прорастают) и съедает в день по несколько орехов. Белки вынуждены мигрировать из лесов после кедровок.
После кедровок в лесу на десятки и сотни километров не остается шишек на кедрах. В Тайшетском районе в условиях 1933 года на огромной площади в несколько тысяч гектаров весь орех был оббит кедровкой уже к 9 сентября. На участках, расположенных ближе к долине реки Тагула, где урожай был еще меньше, шишки исчезли уже к 19 августа, тогда как на расстоянии вглубь массивов 21 августа шишек на деревьях было ещё много.

## Размножение

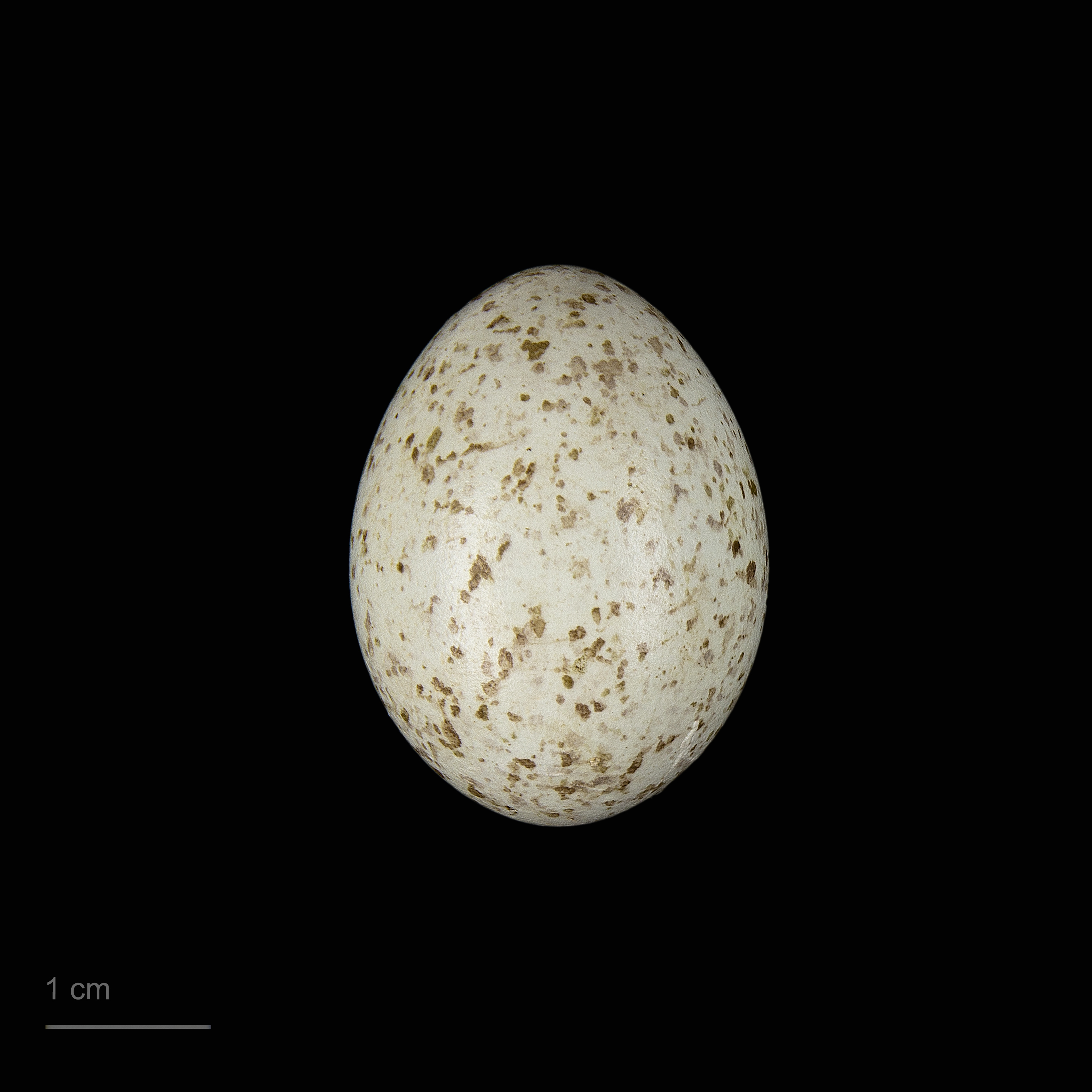
яйцо Nucifraga caryocatactes caryocatactes - Тулузский музеум

Гнездятся эти птицы в самых густых и неприступных лесах, в апреле или марте самка откладывает 3-4 (редко до 7-ми) продолговатых яйца бледно-зелёного цвета, бледно-голубоватого или желтоватого цвета и с бурыми пестринами. Кладку насиживают оба партнера по очереди. Это связано с тем, что самец не знает, где самка спрятала свои запасы. Точно так же самка не знает, где находятся запасы самца.
Гнезда кедровок (расположены на ветке на высоте от 4 до 8 метров от земли) обычные для врановых — кучи «хвороста», где ветки скреплены глиной. Кедровки моногамны — пара птиц сохраняет верность друг другу всю жизнь. В брачный период кедровки стараются никому не попадаться на глаза. Каждая пара кедровок соблюдает границы своей гнездовой территории.
Птенцов выкармливают оба родителя. Новорождённых птенцов кормят семенами, размягчёнными в зобе. После истощения зимних запасов кедровки приносят птенцам беспозвоночных (личинок и куколок насекомых, червей, улиток), мелких птиц и землероек. Птенцы начинают самостоятельную жизнь в начале июня, но родители продолжают (как и иные врановые) подкармливать их ещё несколько месяцев.